# Березовський міський округ (Кемеровська область)
Бере́зовський міський округ (рос. Берёзовский городской округ) — міський округ Кемеровської області Російської Федерації.
Адміністративний центр — місто Березовський.

## Історія
Березовський отримав статус міста обласного підпорядкування 11 січня 1965 року.
Станом на 2002 рік до складу міської ради окрім міста Анжеро-Судженськ входили також Барзаська селищна рада, Арсентьєвська та Успенська сільські ради:
| Поселення                   | Площа, км² | Населення, осіб (2002) | К-ть НП | Населені пункти                                                              |
| --------------------------- | ---------- | ---------------------- | ------- | ---------------------------------------------------------------------------- |
| Березовська міська рада     | -          | 48299                  | 1       | місто Березовський                                                           |
| Барзаська селищна рада      | -          | 2412                   | 3       | селище міського типу Барзас, селища Бердовка, Станціонний                    |
| Арсентьєвська сільська рада | -          | 1558                   | 6       | селища Арсентьєвська, Вотіновка, Ровенський, Розвідчик, Сосновка, Сосновка-2 |
| Успенська сільська рада     | -          | 525                    | 4       | село Нижня Суєта, селища Успенка, Юго-Александровка, присілок Дмитрієвка     |

2004 року до складу новоутвореного Березовського міського округу увійшли лише місто Березовський та селища Барзас і Станціонний, усі інші населені пункти були передані до складу Кемеровського району, де утворили Арсентьєвське сільське поселення.

## Населення
Населення — 47837 осіб (2019; 49510 в 2010, 52794 у 2002).

## Населені пункти
| № | Населений пункт     | Населення, осіб (2002) | Населення, осіб (2010) |
| - | ------------------- | ---------------------- | ---------------------- |
| 1 | Барзас, селище      | 2287                   | 2111                   |
| 2 | Березовський, місто | 48299                  | 47279                  |
| 3 | Станціонний, селище | 101                    | 120                    |